# Giacomo Bianconi (presbitero)
Giacomo Bianconi, o Giacomo da Bevagna (Bevagna, 7 marzo 1220 – Bevagna, 22 agosto 1301), è stato un presbitero italiano dell'Ordine dei frati predicatori. Il suo culto come beato è stato confermato da papa Clemente X nel 1672.

## Biografia
Abbracciò la vita religiosa nel 1236 tra i domenicani del convento di Spoleto. Diede un notevole contributo alla rinascita di Bevagna, devastata dai ghibellini, e predicò contro la diffusione dell'eresia nicolaita. Fu eletto predicatore generale nel 1281, priore di Spoleto nel 1291 e priore di Foligno nel 1299.
Secondo la tradizione agiografica, poco prima di morire vide un fiotto di sangue uscire dal costato del crocifisso davanti a cui pregava e udì la voce di Gesù che lo rassicurava sulla sua salvezza eterna.
È autore di uno Speculum humanitatis Salvatoris Iesu Christi, trattato sulla vita di Gesù, e del De ultimo iudicio universali sive speculum peccatorum, sul peccato e sul giudizio finale.
Viene raffigurato con l'ampolla di vino in mano a ricordo di quello che è indicato come il suo ultimo miracolo. Si narra che mentre giaceva morente chiese ai suoi confratelli un'ampolla di acqua e quando questa fu da lui benedetta si tramutò in vino.

## Il culto
Dopo varie traslazioni, dal 1589 le sue reliquie sono collocate sotto l'altare maggiore della chiesa del convento domenicano di Bevagna.
Papa Clemente X, con decreto del 18 maggio 1672, ne confermò il culto con il titolo di beato.
Il suo elogio si legge nel martirologio romano al 22 agosto.